# Colle della Morte

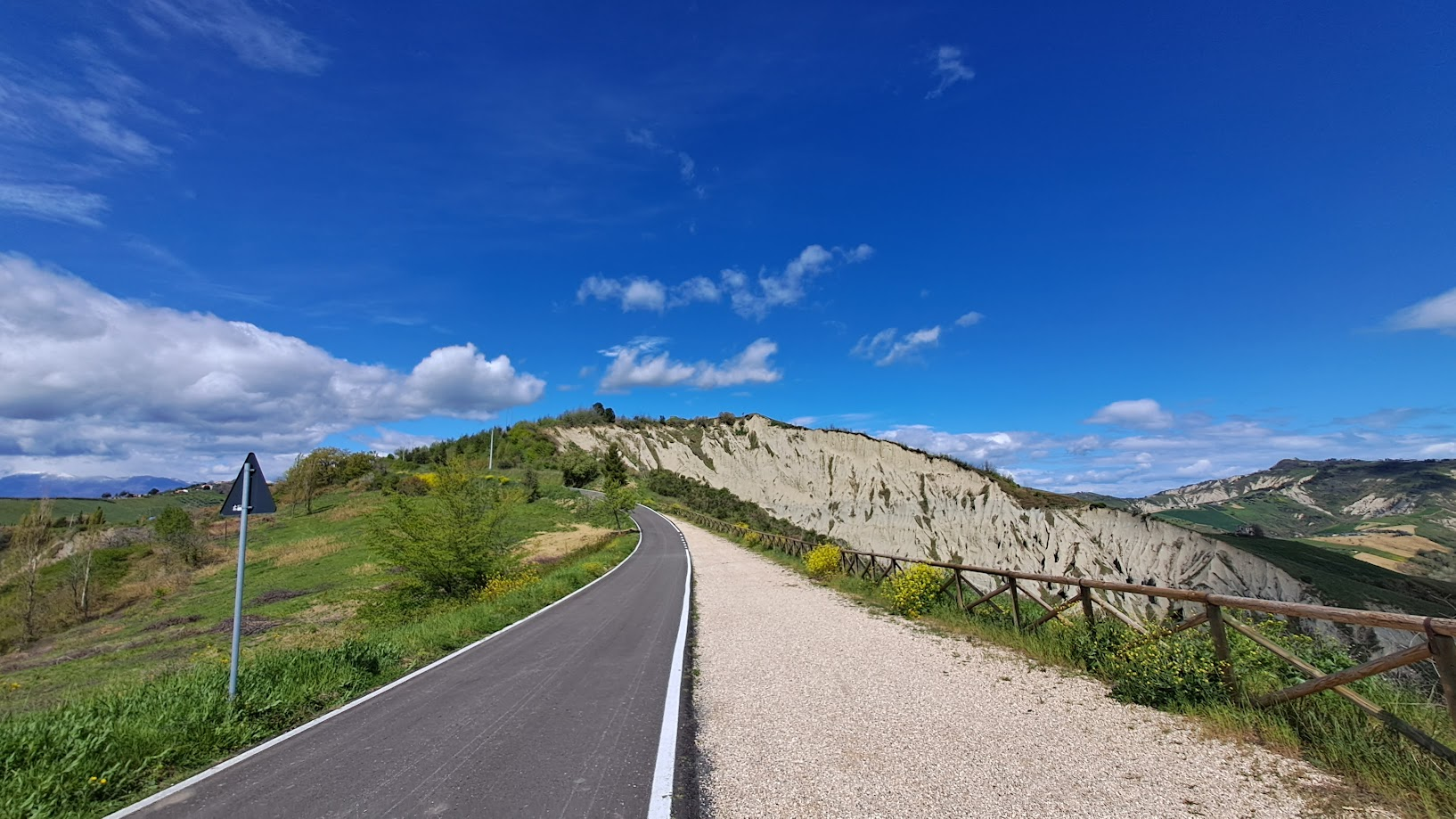

Colle della Morte è una contrada di Castilenti, in provincia di Teramo, in zona calanchi e sottoposta a vincolo ambientale paesaggistico.